# Archaeotrogon
Archaeotrogon  — рід викопних кілегрудих птахів родини Archaeotrogonidae. Рід описаний по рештках, що знайдені у відкладеннях формації Quercy Phosphorites у Франції. Відкладення датуються пізнім еоценом-раннім олігоценом (37-33 млн років). Викопні рештки птахів, що знайдені в еоценових відкладеннях Мессель Піт (Німеччина) та Лондон Клей (Англія), можливо теж відносяться до цього роду.
Як видно з назви, спочатку вважалось, що Archaeotrogon належить до трогонових. Проте пізніші дослідження показали, що цей птах пов'язаний із сучасними дрімлюгами та колібрі.